# Paratettix amplus
Paratettix amplus är en insektsart som beskrevs av Sjöstedt 1921. Paratettix amplus ingår i släktet Paratettix och familjen torngräshoppor. Inga underarter finns listade i Catalogue of Life.